# Jean Prestet
Jean Prestet, né à 1648 à  Chalon-sur-Saône et mort à Marines, près de Pontoise le 8 juin 1690, est un prêtre oratorien et un mathématicien. Il est connu en particulier pour ses Éléments de mathématiques, parus en français en 1675 (et leur deuxième édition, Nouveaux Éléments de mathématiques, parue en 1689), où il cherche à fonder les mathématiques sur l’arithmétique et l’algèbre plutôt que sur la géométrie.

## Biographie
Jean Prestet est le fils d’un huissier au bailliage de Chalon-sur-Saône, François Prestet, et de son épouse, Elisabeth Boulin. Après des études élémentaires, il entre au service de Nicolas Malebranche, « autant presqu’à titre d’élève que comme une espèce de domestique ». Malebranche l’encourage à développer son aptitude pour les mathématiques et en particulier à participer à l’élaboration de manuels destinés à renouveler l’enseignement selon des principes cartésiens, vers 1670, en même temps que lui-même travaille à son ouvrage De la recherche de la vérité. Par son intermédiaire, Prestet est en contact, direct ou non, avec d'autres personnes intéressées par les sciences, comme Antoine Arnault, Bernard Lamy ou Gottfried Leibniz qui réside à Paris à cette époque,.

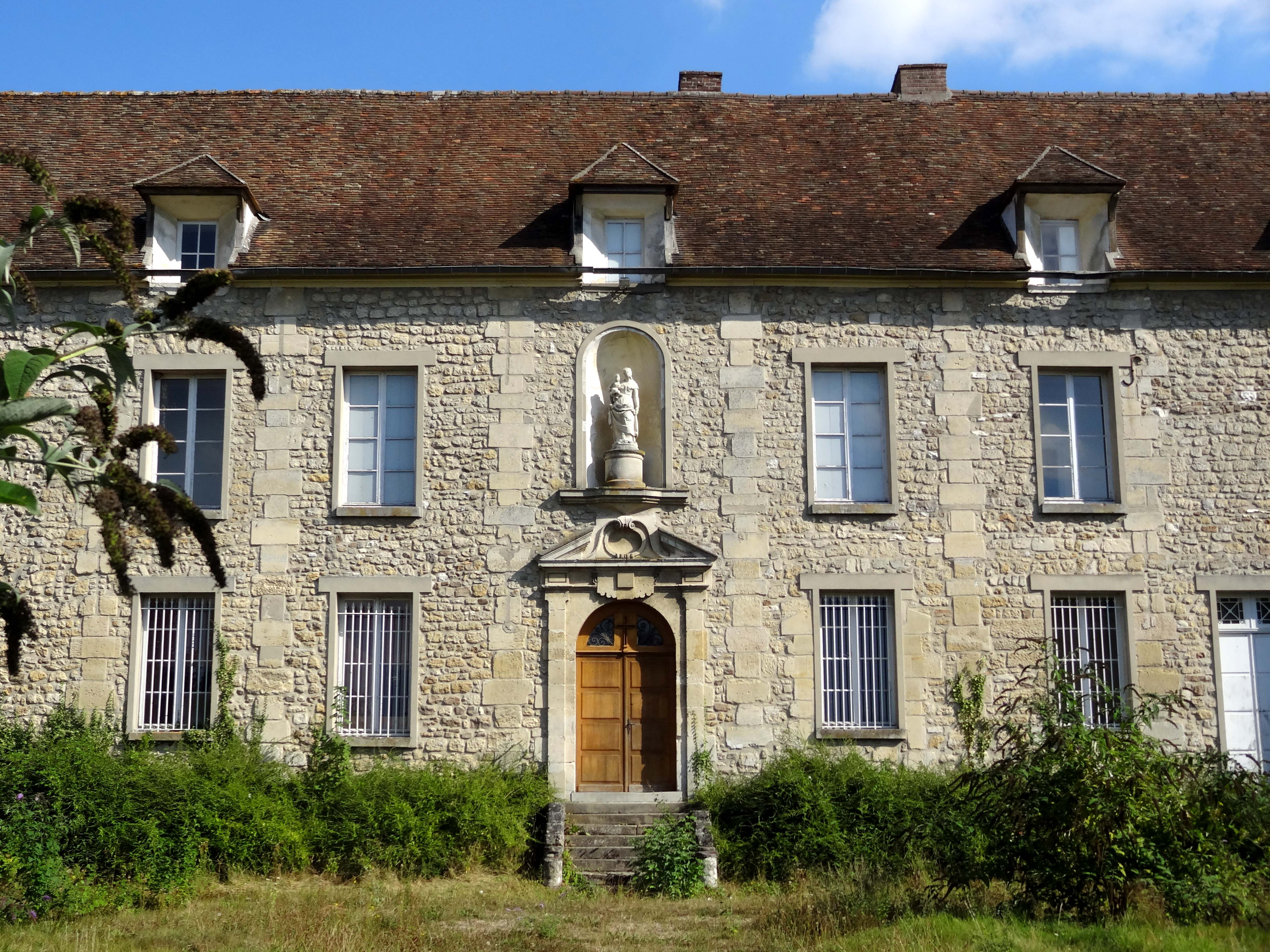
Couvent des oratoriens à Marines

Prestet entre lui-même à l’Oratoire à la fin de 1675, avec les encouragements de Malebranche. C’est aussi l’année où paraissent la première édition des Éléments de mathématiques. Prestet est ordonné diacre le 29 novembre 1678 et prêtre en octobre 1680. Il doit alors se rendre à Nantes pour y occuper la chaire de mathématiques que les oratoriens souhaitent faire rouvrir à la faculté des arts de l’université, mais l’hostilité des jésuites de la ville au projet, qu’ils perçoivent comme concurrent de leurs propres cours,  fait échouer l’entreprise. Prestet est alors envoyé à Saumur pendant un an, puis à Angers. Il obtient de l’ordre de revenir à Paris en 1685, car il souhaite se consacrer à la rédaction d’un édition étendue de ses Éléments de mathématiques ; il est ainsi à Saint-Magloire en 1687. Mais il participe aussi à au moins une mission apostolique de la Société de l'oratoire de Jésus, sollicitée par Jacques Bossuet auprès du supérieur des oratoriens, Abel-Louis de Sainte-Marthe, afin de prêcher à de nouveaux convertis après la révocation de l'Édit de Nantes.
Pendant cette période, Prestet est impliqué dans plusieurs discussions scientifiques à répercussions philosophiques, portant sur les nombres négatifs et sur l’infini en particulier,.
Prestet quitte pourtant l’ordre en 1689, car il pense y être méprisé à cause de ses origines modestes,. La deuxième édition publiée de son ouvrage, en deux volumes, paraît la même année et Prestet réintègre l’ordre des oratoriens l’année suivante,. Il est envoyé à Marines, près de Pontoise, où se trouve un couvent oratorien ; ce couvent, qui a été un centre de théologie réputé de l’ordre au moment de sa création et où Malebranche, en particulier, a séjourné, sert alors de maison de repos et de retraite pour les oratoriens,. Mais l'état de santé de Prestet se dégrade et il meurt le 8 juin 1690.

## Éléments de mathématiques

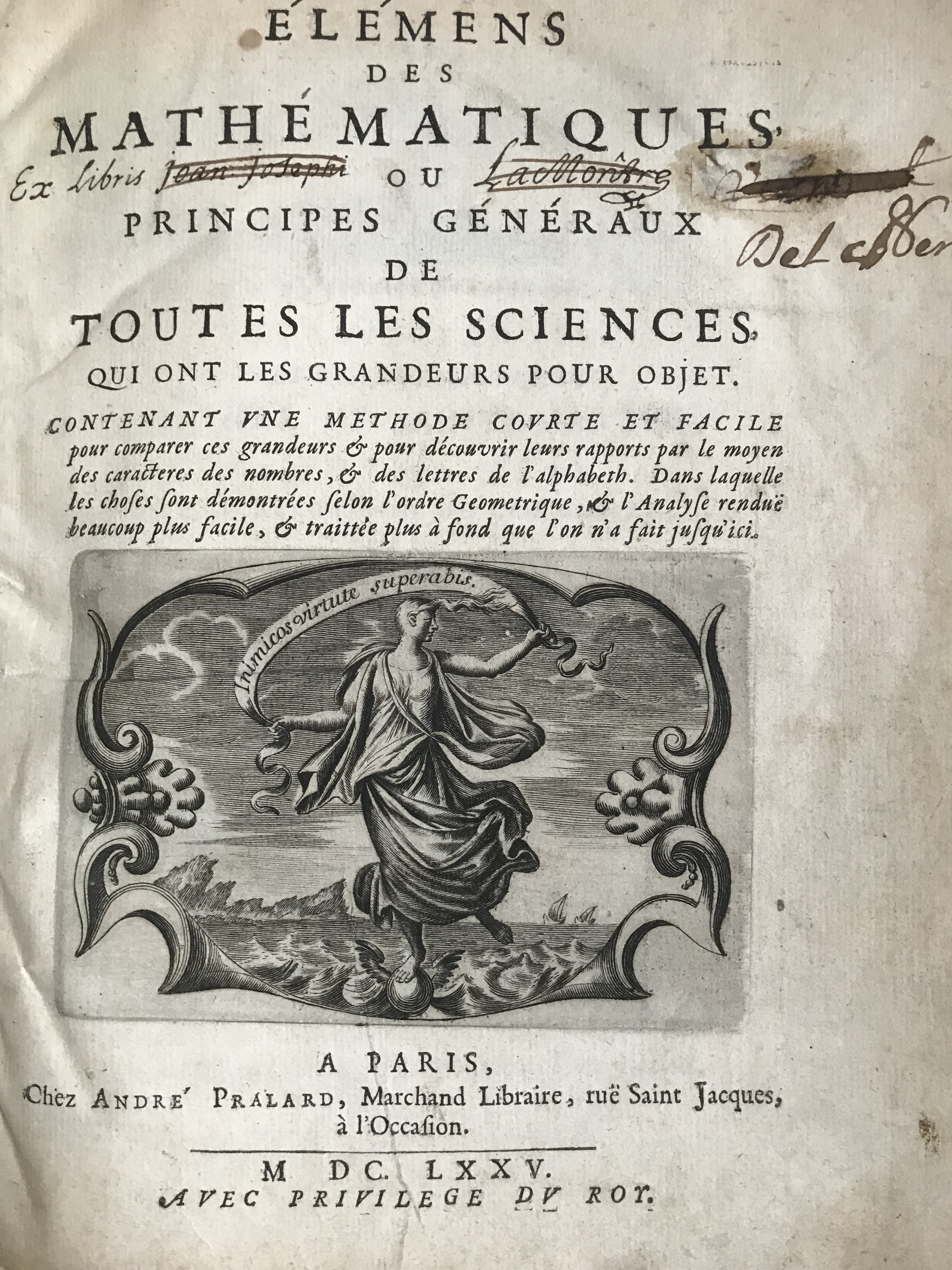
Page titre des Elemens des mathématiques de Jean Prestet (1675)

Les Éléments de mathématiques ou Principes généraux de toutes les sciences qui ont les grandeurs pour objet…, est achevé d’imprimer le 20 novembre 1675 chez André Pralard, qui a aussi imprimé la Recherche de la vérité de Malebranche l’année précédente. 
Un privilège a été accordé pour ces Éléments à Pralard dès le 27 septembre 1672, pour quinze ans. L’ouvrage est publié anonymement, mais la dédicace, à Abel de Sainte-Marthe, est signée J. P. . 
Sa rédaction correspond à un rapprochement de Malebranche avec les idées et les approches cartésiennes. Dans sa préface, Prestet présente d'ailleurs la méthode de Descartes comme « la plus générale, la plus féconde, et la plus facile de toutes ». Pour Prestet, seules les mathématiques sont des sciences parfaites, car elle permet de connaître avec exactitude les rapports, et donc les vérités; l'algèbre est la science universelle qui, avec l'arithmétique, forme « le fondement de toutes les sciences ».  
Les Éléments sont divisés en deux parties : la première traite des  opérations arithmétiques et algébriques sur les nombres, entiers, fractions, puissances, radicaux, ainsi que les proportions et certaines de leurs applications (comme la règle de compagnie), et les logarithmes. La seconde partie explique ce que Prestet appelle les fondements de l'analyse, c'est-à-dire la théorie algébrique des équations, l'analyse diophantienne,  et contient aussi un chapitre de combinatoire.

## Écrits
- Les Éléments des mathématiques ou Principes généraux de toutes les sciences qui ont les grandeurs pour objet, contenant une méthode courte et facile pour comparer ces grandeurs et découvrir leurs rapports par le moyen des caractères des nombres et des lettres de l’alphabet. Dans lesquels les choses sont démontrées selon l'ordre géométrique et l’Analyse rendue beaucoup plus facile et traitée plus à fond que l’on n'a fait jusqu’ici, Paris, André Pralard, 1675 (lire en ligne).

- Nouveaux Éléments des mathématiques ou Principes généraux de toutes les sciences qui ont les grandeurs pour objet, vol. 2, Paris, André Pralard, 1689, 2e éd..